# Pamela Tiffin

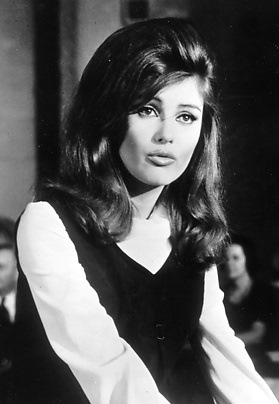
Pamela Tiffin em 1965

Pamela Tiffin Wonso (Oklahoma City, 13 de outubro de 1942 - Nova York, 2 de dezembro de 2020) foi uma atriz americana de cinema e televisão.

## Vida pregressa
Tiffin nasceu em Oklahoma City, filha de Stanley Wonso e Grace Irene (Tiffin) Wonso de ascendência russa e britânica, mas cresceu no subúrbio de Chicago, onde alcançou sucesso como modelo adolescente.

## Carreira em Hollywood
Tiffin estava de férias em Hollywood quando visitou o lote da Paramount Pictures aos 19 anos. Ela foi flagrada pelo produtor Hal B. Wallis, que teve sua tela testada. Isso a levou a ser escalada para a versão cinematográfica de Summer and Smoke(1961).
Ela então interpretou a filha do chefe de James Cagney na comédia One, Two, Three (1961), dirigida por Billy Wilder, que a chamou de "a maior descoberta desde Audrey Hepburn".
A 20th Century Fox deu a ela o papel principal no musical State Fair (1962), um remake de um filme anterior, onde ela foi cortejada por Bobby Darin e dirigida por José Ferrer. Ela foi uma das três protagonistas da comédia da MGM Come Fly with Me (1963).
Tiffin estudou na Columbia e continuou a modelar. Ela estrelou como convidada em The Fugitive e filmou um piloto para a Fox, Three in Manhattan, que não foi escolhido.
Em 1964, fez The Lively Set (1964), The Pleasure Seekers (1964), uma nova versão de Three Coins in the Fountain.
Ela co-estrelou com Burt Lancaster no faroeste de 1965 The Hallelujah Trail e foi para a Itália, onde apareceu em um segmento de Kiss the Other Sheik (1965) com Marcello Mastroianni.

## Itália

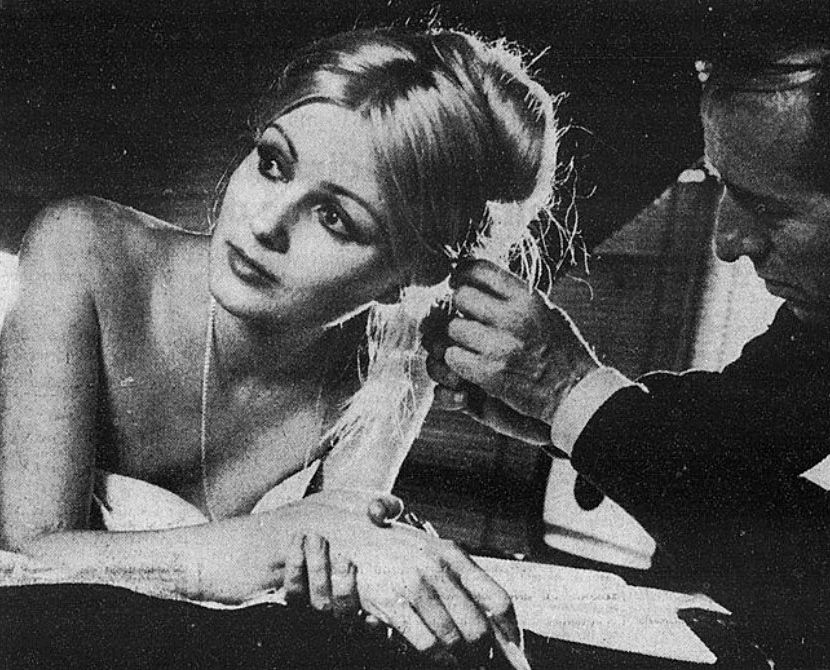
Tiffin em 1971 no set do filme giallo italiano The Fifth Cord

Em 1967, Tiffin decidiu se mudar para a Itália "para descobrir o que eu quero". Ela apareceu em O Crime Quase Perfeito (1966) com Philippe Leroy; Os Protagonistas (1968); Torture Me But Kill Me with Kisses (1968), uma comédia extremamente popular; e O Arcanjo (1969) com Vittorio Gassman.
Ela fez seu primeiro filme americano em dois anos, quando interpretou uma estudante universitária liberal e o interesse amoroso de Peter Ustinov na comédia Viva Max! (1969). Ela interpretou Uncle Vanya no palco e participou de um episódio de The Survivors.
Tiffin voltou à Itália para aparecer em Cose di Cosa Nostra (1971), No One Will Notice You're Naked (1971), The Fifth Cord (aka Evil Fingers) (1971), E se per caso una mattina... (1972 ), Deaf Smith & Johnny Ears (1973), Kill Me, My Love! (1973) com Farley Granger.
Ela lançou um livro de memórias, Daring: My Passages with Gail Sheehy em 2014 e uma biografia de sua vida, Pamela Tiffin: Hollywood to Rome, foi escrita por Tom Lisanti em 2015. 

## Vida pessoal
Tiffin se casou duas vezes. Seu primeiro casamento foi com Clay Felker, editor de uma revista americana, com quem ela se casou em 1962 e se divorciou em 1969. Seu segundo casamento foi com Edmondo Danon, um filósofo, filho do produtor de cinema italiano Marcello Danon. Eles se casaram em 1974 e tiveram duas filhas, Echo e Aurora.
Tiffin morreu em 2 de dezembro de 2020, em um hospital de Manhattan, aos 78 anos de causas naturais.
Tiffin morreu em 2 de dezembro de 2020, em um hospital de Manhattan, aos 78 anos de causas naturais.

## Prêmios e indicações
|      | Ano                      | Prêmio                             | Categoria      | Título do trabalho | Resultado |
| 1962 | Globo de Ouro            | Revelação Feminina Mais Promissora | verão e fumaça |                    |           |
| 1962 | Globo de Ouro            | Melhor atriz coadjuvante           | Um dois três   |                    |           |
| 1962 | Prêmio Laurel            | Melhor Nova Personalidade Feminina |                |                    |           |
| 1967 | Prêmio Mundial do Teatro |                                    | Jantar às oito |                    |           |

## links externos
- Pamela Tiffin. no IMDb.
- Tiffin Pamela Tiffin (em inglês) no Discogs